# Курманаево (Татарстан)
Курманаево (тат. Кизләү) — село в Нурлатском районе Республики Татарстан. Входит в состав Бурметьевского сельского поселения.

## Этимология
Топоним произошёл от слова тюрко-татарского происхождения «кизләү» (маленький крытый колодец).

## География
Село находится в южной части Татарстана, на левом берегу реки Большой Черемшан, при автодороге 16К-1315, на расстоянии 16 километров к северу от города Нурлат, административного центра района. Абсолютная высота — 81 метр над уровнем моря.

### Часовой пояс
Село Курманаево, как и весь Татарстан, находится в часовой зоне МСК (московское время). Смещение применяемого времени относительно UTC составляет +3:00.

## История
Основана в начале XVIII века. До 1860-х годов жители относились к сословию государственных крестьян. Занимались земледелием, разведением скота, кузнечным, кирпичным, печным, лесным, столярным, колёсным и портняжным промыслами. 
В «Списке населенных мест по сведениям 1859 года», изданном в 1866 году, населённый пункт упомянут как казённая деревня Курманаева 2-го стана Чистопольского уезда Казанской губернии. Располагалась при реке Большом Черемшане, по левую сторону торгового тракта из Чистополя в Бугуруслан, в 105 верстах от уездного города Чистополя и в 70 верстах от становой квартиры в казённом пригороде Билярске (Буляре). В деревне в 198 дворах жили 1184 человека (591 мужчина и 593 женщины). Была мечеть.
В начале XX века в деревне действовали 4 мечети, медресе (известно с XVIII века, среди его выпускников — Г. Утыз Имяни), 5 мелочных лавок. В этот период земельный надел сельской общины составлял 3156 десятин. До 1920 года село входило в Старо-Челнинскую волость Чистопольского уезда Казанской губернии. С 1920 года в составе Чистопольского кантона ТАССР. С 10.08.1930 в Октябрьском (с 10.12.1997 — Нурлатский) районе.  

## Население
| 1782 | 1859 | 1897 | 1908 | 1920 | 1926 | 1938 | 1949 | 1958 | 1979 | 1989 | 2002 | 2010 |
| ---- | ---- | ---- | ---- | ---- | ---- | ---- | ---- | ---- | ---- | ---- | ---- | ---- |
| 113  | 1184 | 1714 | 2110 | 2548 | 1885 | 1650 | 1107 | 1104 | 1143 | 792  | 897  | 752  |

### Национальный состав
Согласно результатам переписи 2002 года, в национальной структуре населения татары составляли 99 % из 897 чел.

## Экономика
Жители занимаются полеводством, молочным скотоводством.

## Инфраструктура
В селе действует средняя школа, дом культуры, библиотека.

## Достопримечательности
Здания медресе и 4-й соборной мечети — архитектурные памятники начала XX века.

## Известные люди
Альфред Хасанович Халиков (1929—1994) — татарский историк и археолог.